# Lockout
Lockout (en. stänga ute) är en stridsåtgärd där en arbetsgivare utestänger anställda från deras arbetsplats. Termen används ibland även om andra former av utestängning.
Lockout används normalt i samband med förhandlingar om nya avtal. Den är endast effektiv om arbetsgivarna är organiserade, men kan då snabbt bli omfattande eftersom den ofta berör alla anställda inom ett visst fackligt område. 
I Sverige var lockout en effektiv åtgärd för arbetsgivarsidan vid exempelvis storstrejken år 1909 och metallstrejken år 1945. Nära 700 000 arbetare lockoutades av SAF under storkonflikten 1980.
Under senare år har dock lockout blivit mindre attraktivt för arbetsgivarsidan. Svensk fackföreningsrörelse har byggt upp betydande reserver just för att klara av en lockout. Det är också en utnötningsstrategi som blivit svårare att genomföra då kunder lätt kan vända sig till en annan leverantör vid långvariga produktionsbortfall. Det är dock möjligt att vissa arbetsgivare i stället fått andra påtryckningsmöjligheter, exempelvis informella hot om flytt av produktion till annan plats.
Det förekommer, men är ovanligt, att arbetsgivaren använder konfliktåtgärden offensivt.